# Njuorameer
Het Njuorameer, Zweeds: Njuorajaure Saiva, Samisch: Njuorajávrre Sáiva, is een meer in Zweden, in de gemeente Kiruna. Het meer ligt ten westen van het Noordelijke Njuorameer tegen de grens met Noorwegen aan.